# ویکتور آریستیزابال
ویکتور آریستیزابال (اسپانیایی: Víctor Aristizábal‎؛ زادهٔ ۹ دسامبر ۱۹۷۱) یک بازیکن فوتبال اهل کلمبیا است.

## باشگاهی
از باشگاه‌هایی که در آن بازی کرده‌است می‌توان به والنسیا، و باشگاه فوتبال سائو پائولو، باشگاه فوتبال کوریتیبا، باشگاه ورزشی کروزیرو، سانتوس، باشگاه فوتبال اتلتیکو ناسیونال، باشگاه ورزشی دیپورتیوو کالی، باشگاه فوتبال اتلتیکو ناسیونال، باشگاه فوتبال اتلتیکو ناسیونال، باشگاه فوتبال اتلتیکو ناسیونال، تیم ملی فوتبال کلمبیا، والنسیا، و باشگاه فوتبال بلکبرن راورز اشاره کرد.

## تیم ملی
وی همچنین در تیم ملی فوتبال کلمبیا بازی کرده است.